# 韋安仕
韋安仕（英語：Steve Vines，约1949年—）是英國記者、作家、廣播員、餐廳老闆，曾在1987至2021年期間居於香港。

## 生平
1973年，韋安仕開始任職記者。1987年，他以《觀察家報》東南亞記者的身份移居香港，起初只打算在那逗留數年。1993年10月，簽約成為《東快訊》首任編輯。次年該報正式發行，同年他本人被辭退。他亦是政經週刊《Spike》的創辦人。兩者都在創辦不久後停刊。1997年7月時，他同時任職於《獨立報》和英国广播公司。
韋安仕之後協助創立《香港自由新聞》，並一度成為香港外國記者會的主席和香港電台節目《脈搏》的主持人，不過該一節目自2021年7月起停播。他本人則在4月被港台以不夠持平為由調離該節目，改任《Backchat》的主持。調任2個月後他表示作為「具批判性的主持人」，決定辭任港台。
除此之外，他亦曾在香港設立餐廳，並跟其他人一起共同創立公民黨。

### 離開香港

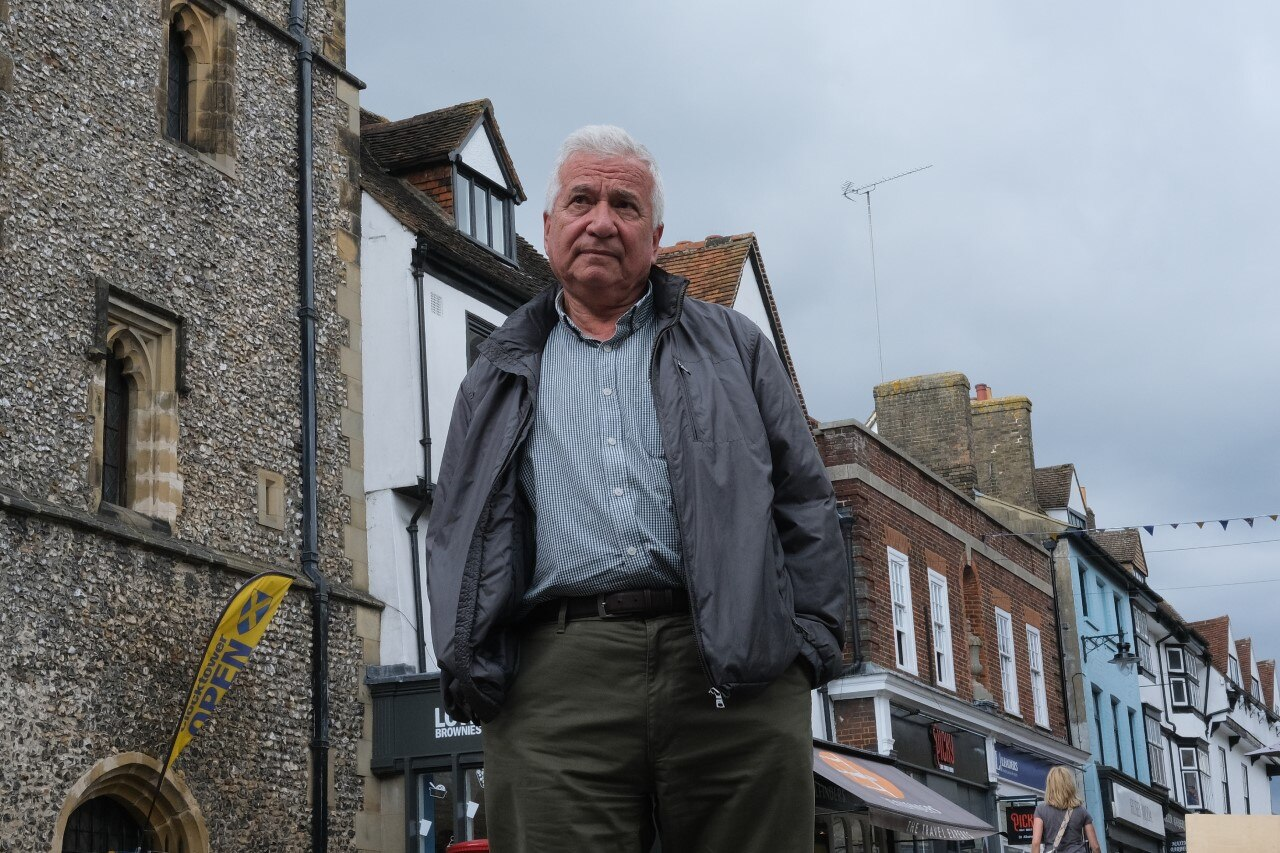
2021年的韋安仕（攝於英格蘭聖奧爾本斯）

2021年8月，韋安仕宣布因對《中華人民共和國香港特別行政區維護國家安全法》下的白色恐怖感到害怕，而決定移居英國。他在一封發給親友的電郵中提到「『白色恐怖』已經橫掃香港」，而自己「看不出短期內情況有任何好轉的跡象」。他在接受《金融時報》訪問時表示，他被一些親北京人士追擊：「這些人沒有頂著官方的名號……但卻四處威脅一些他們認為『踩了紅線』的人。相當不幸地我也被盯上了」。韋安仕移英後定居於聖奧爾本斯。2022年10月31日，在英國跟練乙錚等新聞工作者一起創立「海外香港傳媒專業人員協會」。

## 個人立場
韋安仕在香港主權移交前為末代總督彭定康的支持者，並支持民主制度。他在主權移交後一直批評北京及香港當局。例如在1997年時批評香港特區首任行政長官董建華比彭定康更不擅於應對傳媒。之後在2002年指責董建華政府「極為無能」。他在2021年時亦表示香港主權移交後的日子比移交前還要差，並批評林鄭月娥對北京當局唯命是從，而香港特區政權的「自主遭中華人民共和國政權侵蝕」。